# 短唇乌头
短唇乌头（学名：Aconitum brevilimbum）为毛茛科乌头属下的一个种。

## 扩展阅读
- 維基物種上的相關：短唇乌头